# Juvancz Iréneusz (matematikus)
Idősebb Juvancz Iréneusz (Pancsova, 1882. április 18. – Budapest, 1950. november 11.) magyar matematikus, statisztikus, biztosítási szakember, középiskolai tanár.

## Élete, munkássága
Apja Juvancz Bertalan, anyja Payer Paulina. Már fiatalkorában kitűnt társai közül matematikai tehetségével, s 1900-ban megnyerte a Társulat tanulóversenyét, a mai Eötvös-versenyt. Nyíregyházán járt iskolába, a helyi evangélikus líceumban érettségizett, ahol tanára Mészáros Ferenc (1851–1909) volt. Eötvös-kollégistaként az egyetemen 1904-ben matematika–fizika szakos tanári diplomát szerzett, s tanítani kezdett.
A Galilei Kör vezetőségi tagja volt. 1904 és 1915 között a Bulyovszky utca reálgimnáziumban tanított, majd 1915-től 1919-ig a Trefort utcai gimnáziumban. Tanítványa volt többek közt  Német László, Schay Géza Kossuth-díjas kémikus, Szilárd Leó és Teller Ede  is. Tanított ábrázoló geometriát, fizikai földrajzot és természettant. Rendszeresen szervezett természettani tanulmányi kirándulásokat. A Tanácsköztársaság alatt a Trefort utcai gimnázium igazgatójává nevezték ki, ahonnan a kommün bukása után eltávolították. Korlátozták továbbá munkavállalási lehetőségeit: mivel tanítani többé nem engedték, csak biztosítási matematikusként tudott elhelyezkedni. Foglalkozott még matematikai statisztikával is. Juvancz rendőri felügyelet alatt állt egészen az 1930-as évek végéig. A második világháború után újra taníthatott: 1945-től haláláig a Magyar Közgazdaságtudományi Egyetem statisztikai előadója volt.  
Fia, ifj. Juvancz Iréneusz (1910–1982) orvos, az orvostudományok kandidátusa volt. Unokája  Juvancz Gábor (1947–1972) fizikus, Juvancz Zoltán kémikus (1950–), az MTA tagja, illetve Juvancz Péter (1943–) orvos, belgyógyász.

## Művei
- A variatiosorok mellékcsúcsairól (Bp., 1929)
- Rizikódíj-eljárás az életviszont-biztosításban (Magyar Biztosítási Évkönyv, 1932)
- A nyugdíjszámítások módosításáról (Magyar Biztosítási Évkönyv, 1935)
- A nyugdíjpénztárak megmaradó állapota (Biztosítási és Közgazdasági Lapok, 1935)
- A magyar néphalandóság 1920-ban és 1930-ban (Magyar Biztosítástudományi Szemle, 1939)